# اریک ساتو
اریک ساتو (انگلیسی: Eric Sato) بازیکن سابق والیبال اهل ایالات متحده آمریکا است.
او یکی ازاعضای تیم ملی آمریکا در المپیک‌های ۱۹۹۲ و ۱۹۸۸ بود که مدال طلا و برنز دست یافت.